# エウゲン・スホニュ
エウゲン・スホニュ（Eugen Suchoň、1908年9月25日 - 1993年8月5日）はスロバキアの作曲家。

## 経歴
ペジノク出身。父親はオルガニストで、母親はピアニストだった。最初、母からピアノを学び、12歳のときからブラチスラヴァに出てピアノのレッスンを受けた。その後1927年から1931年までブラチスラヴァ音楽アカデミーで作曲を学んだ。その後プラハ音楽院でヴィーチェスラフ・ノヴァークに師事した。1933年からブラチスラヴァ音楽演劇学校で教鞭をとった。この頃の作風は後期ロマン派に民族音楽と半音階主義を取り入れたものだった。
1948年からブラチスラヴァ教員養成大学の音楽教育学部長となり、1960年まで務めた。1959年にブラチスラヴァ大学の教授となり、音楽理論を教え、1974年まで在職した。この頃は十二音技法を取り入れ、それまでの作風から転換した。

## 作品

### オペラ
- 渦（1941-49）
- スヴァトプルク王（1952-59）

### 管弦楽曲
- バーレスク（1933）
- バラード組曲（1934-36）
- カルパティア賛歌（1937-38）
- ファンタジア（1948）
- 奇想的組曲（1964）
- 小組曲とパッサカリア（1967）
- B-A-C-Hによる交響的幻想曲（1971）
- コンチェルティーノ（1977）

### 室内楽曲
- 弦楽四重奏曲（1930-31）
- ピアノ四重奏曲（1932-33）

## 文献
- The New Grove Dictionary of Music and Musicians ed. Stanley Sadie (1980) vol 18.
- New Perspectives on Eugen Suchoñ by Petra Prievoznikovà in Two Countries: One Heart Bedford High School 2005